# The Centaurus
The Centaurus (с англ. — «Кентавр») — одно из самых высоких зданий в Пакистане, располагается в Исламабаде.

## Обзор
Разработкой проекта и строительством здания занималась британская архитектурная фирма WS Atkins. The Centaurus включает в себя: три небоскрёба, корпоративные офисы, жилые апартаменты и 5-звёздочный отель. Является самым высоким небоскрёбом в городе. В башнях 41 этаж и все три небоскрёба связаны общим торговым центром на первом этаже. Дизайном интерьера занималась турецкая компания ODEION-Turkey. Ориентировочная стоимость строительства составляет 350 млн долларов США. В «Кентавре» около 250 магазинов, что делает его крупнейшим торговым центром в Пакистане. Все основные мировые бренды присутствуют в торговом центре. Чтобы посетить «Кентавр», необходимо приобрести купон на сумму в 100 пакистанских рупий (примерно 1 доллар США), это сделано чтобы регулировать численность посетителей торгового центра.